# Mayville (Michigan)
Pour les articles homonymes, voir Mayville.
Mayville est un village du comté de Tuscola, dans l'État du Michigan, aux États-Unis. En 2020, il comptait une population de 922 habitants.